# 布朗杜埃-圣让
布朗杜埃-圣让（法語：Blandouet-Saint Jean，法語發音：[blɑ̃dwɛ sɛ̃ ʒɑ̃]）是法国马耶讷省的一个市镇，属于马耶讷区。该市镇于2017年由原市镇布朗杜埃和埃尔沃河畔圣让合并而成，行政中心位于埃尔沃河畔圣让。

## 地理
布朗杜埃-圣让（48°2'4"N, 0°23'30"W）面积36.72 平方千米，位于法国卢瓦尔河地区大区马耶讷省，该省份为法国西北部内陆省份，北起芒什省和奧恩省，西接伊勒-维莱讷省，南至曼恩-卢瓦尔省，东临萨尔特省。
与布朗杜埃-圣让接壤的市镇（或旧市镇、城区）包括：圣苏珊和沙姆、托尔塞维维耶-昂沙尔尼、圣但尼多尔克、托里涅昂沙尔尼、埃尔沃河畔圣皮埃尔、韦日、圣莱热。
布朗杜埃-圣让的时区为UTC+01:00、UTC+02:00（夏令时）。

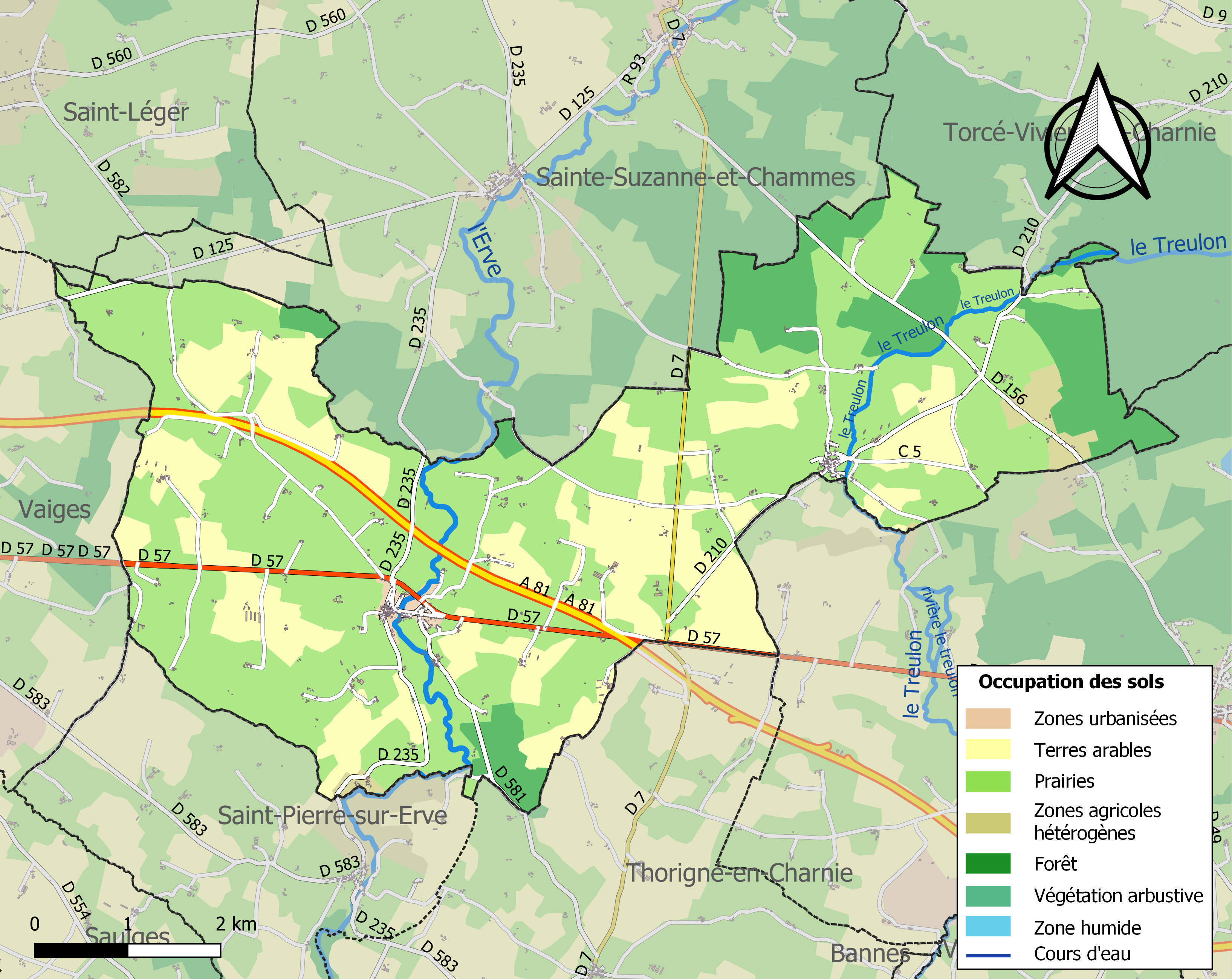
布朗杜埃-圣让的OSM定位图

## 行政
布朗杜埃-圣让的邮政编码为53270，INSEE市镇编码为53228。

## 政治
布朗杜埃-圣让所属的省级选区为梅莱迪迈讷县。

## 人口
布朗杜埃-圣让于2022年1月1日时的人口数量为556人。